# Zoe Motors
Zoe Motors Inc. war ein US-amerikanischer Hersteller von Automobilen.

## Unternehmensgeschichte
Das Unternehmen wurde 1983 in Los Angeles in Kalifornien gegründet. Es gehörte zu Zoe Products Inc. aus der gleichen Stadt. Neben der Produktion wurden auch importierte Fahrzeuge überarbeitet. Der Markenname lautete Zoe. 1985 oder 1986 endete die Produktion. Der Import lief bis 1986.

## Fahrzeuge
Der Zipper war ein Dreirad mit hinterem Einzelrad, ursprünglich von Mitsuoka Jidōsha in Japan hergestellt. Ein Motor von Honda mit 49 cm³ Hubraum und 5 PS Leistung trieb das Hinterrad an. Zur Wahl standen ein eintüriges Coupé und eine offene Version ohne Türen. Die Karosserien bestanden aus Fiberglas.
Der Little Giant mit dem gleichen Motor war ein Pick-up.
Für die zwischen 1985 und 1986 importierten drei- und vierrädrigen Kleinstwagen von Ligier sind keine Modellnamen überliefert.
Der Z/5000 war ein Reliant Rialto. Der darauf basierende Z/3000 ST hatte eine breitere Hinterachse und somit ausgestellte hintere Kotflügel. Angeboten wurde er als Kombilimousine, Kombi und Kastenwagen. Hiervon entstanden lediglich sechs Fahrzeuge.